# 495 км
495 км — населённый пункт (тип: железнодорожная казарма) в Дмитриевском сельском поселении Галичского района Костромской области России. Фактически отдельный дом-ферма.

## География
Расположен в северо-западной части региона, фактически в черте деревни Чёлсма, на историческом главном ходу Транссибирской магистрали.

## История
Населённый пункт появился при строительстве в 1900-х годах Трансиба. В селении жили семьи тех, кто обслуживал железнодорожную инфраструктуру.

## Население
| 2008 | 2010 | 2012 | 2014 |
| ---- | ---- | ---- | ---- |
| 5    | ↘0   | ↗4   | ↗5   |

## Инфраструктура
Путевое хозяйство.

## Транспорт
Доступен автомобильным и железнодорожным транспортом. Платформа 495 км.